# Novas sete maravilhas do mundo

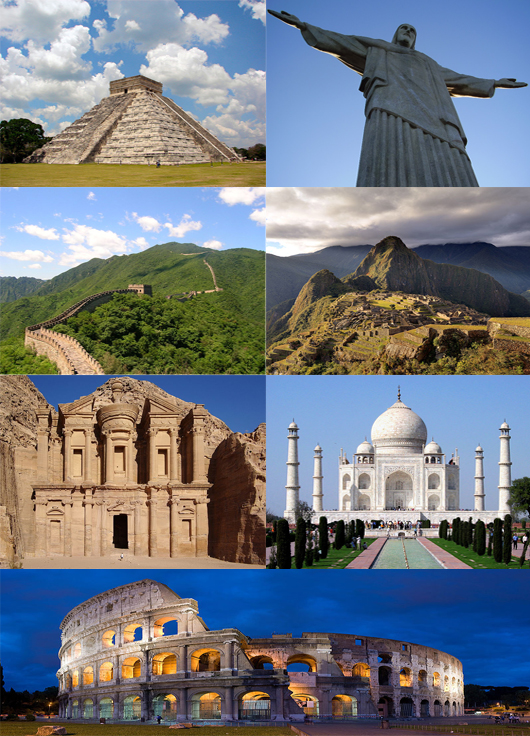
As Novas Sete Maravilhas do Mundo

As Novas Sete Maravilhas do Mundo foram uma revisão de caráter informal e recreativo da lista original das sete maravilhas, idealizada por uma organização suíça chamada New Open World Corporation (NOWC). A seleção foi feita mundialmente por votos pela internet gratuitos e ligações telefônicas.
Ao final do ano de 2005, a lista de monumentos inscritos contava com 200 integrantes e foi reduzida aos 77 mais votados pelo público. Os 21 monumentos finalistas foram escolhidos por um grupo de arquitetos liderados pelo ex-diretor geral da UNESCO Federico Mayor, com base nos critérios de beleza, complexidade, valor histórico, relevância cultural e significado arquitetônico.
A Necrópole de Gizé, no Egito, foi retirada da lista de finalistas para receber o título de "Maravilha Honorária", restando apenas 20 finalistas que foram novamente submetidos a votação livre. Os 7 monumentos vencedores foram apresentados publicamente em uma cerimônia realizada no dia 7 de Julho de 2007 no Estádio da Luz, em Lisboa, Portugal. Nessa mesma apresentação foram também reveladas as Sete Maravilhas de Portugal. A votação foi uma das maiores da história contabilizando mais de 100 milhões de votos.

## Lista original
- Jardins suspensos da Babilónia
- Pirâmide de Gizé
- Estátua de Zeus
- Templo de Ártemis
- Mausoléu de Halicarnasso
- Colosso de Rodes
- Farol de Alexandria

## Sete maravilhas do mundo moderno
Apesar de nada se mencionar sobre os monumentos do hinduísmo, os quais são inúmeros em todo o planeta, as Novas Sete Maravilhas do Mundo foram escolhidas em concurso informal e popular internacional promovido pela New Open World Foundation, com o lançamento da campanha New 7 wonders, que contou com mais de cem milhões de votos através de telefones, celulares e da internet, enviados de todas as partes do mundo e anunciados em 7 de julho de 2007, numa cerimônia no Estádio da Luz em Lisboa, Portugal. Foram escolhidos apenas monumentos de culturas já extintas e um do cristianismo, que é o Cristo Redentor, ficando relegados monumentos como a estátua de Murugan na Malásia, estátuas também gigantescas de Shiva e Hanuman na Índia, entre outras. O concurso não contou com o apoio da UNESCO, órgão da Organização das Nações Unidas.

### Vencedores
| Maravilha                                           | Localização            | Imagem                                                             | Ano       |
| --------------------------------------------------- | ---------------------- | ------------------------------------------------------------------ | --------- |
| Necrópole de Gizé (título honorário) أهرامات الجيزة | Gizé, Egito            | Necrópole de Gizé                                                  | 2589 a.C. |
| Grande Muralha da China 万里长城 Wànlǐ Chángchéng   | China                  | The Great Wall of China (Mutianyﺁ section)                         | 221 a.C   |
| Petra البتراء Al-Batrā                              | Ma'an, Jordânia        | The Monastery at Petra                                             | 312 a.C.  |
| Coliseu Colosseo                                    | Roma, Itália           | The Colosseum at dusk: exterior view of the best-preserved section | 70        |
| Chichén Itzá                                        | Chichén Itzá, México   | cordelia maxwell house                                             | 600       |
| Machu Picchu                                        | Cusco, Peru            | Machu Picchu in Peru                                               | 1438      |
| Taj Mahal ताज महल تاج محل                            | Agra, Índia            | Taj                                                                | 1632      |
| Cristo Redentor                                     | Rio de Janeiro, Brasil |                                                                    | 1931      |

Localização das Novas Sete Maravilhas do Mundo

A Necrópole de Gizé, no Egito, por ser a única remanescente das sete maravilhas do mundo originais, recebeu o título honorário.

### Finalistas

Países em com monumentos entre os 21 finalistas indicados em azul. O Egito é indicado em laranja por ser o país de uma das maravilhas do mundo antigo

| Maravilha                                          | Localização                 | Imagem                                                                                 |
| -------------------------------------------------- | --------------------------- | -------------------------------------------------------------------------------------- |
| Acrópole de Atenas                                 | Atenas, Grécia              | The Acropolis of Athens, seen from the hill of the Pnyx to the west                    |
| Alhambra                                           | Granada, Espanha            | View of the Alhambra from the Mirador St Nicolas in the Albaycin of Granada            |
| Angkor Wat                                         | Angkor, Camboja             | The main entrance to the temple proper, seen from the eastern end of the Naga causeway |
| Moais da Ilha de Páscoa                            | Ilha de Páscoa, Chile       | Rano Raraku Moai                                                                       |
| Torre Eiffel                                       | Paris, França               | Tour eiffel at sunrise from the trocadero                                              |
| Hagia Sofia                                        | Istambul, Turquia           | Sophia                                                                                 |
| Kiyomizu-dera                                      | Quioto, Japão               | Kiyomizu-dera                                                                          |
| Kremlin, Praça Vermelha, e Catedral de São Basílio | Moscou, Rússia              |                                                                                        |
| Castelo de Neuschwanstein                          | Füssen, Alemanha            | Neuschwanstein seen from the Marienbrücke                                              |
| Pirâmides de Gizé ("maravilha honorária")          | Egito                       | Pyramide Kheops                                                                        |
| Estátua da Liberdade                               | Nova Iorque, Estados Unidos | Statue of Liberty and Liberty Island                                                   |
| Stonehenge                                         | Amesbury, Reino Unido       | Stonehenge em 2004                                                                     |
| Sydney Opera House                                 | Sydney, Austrália           | Internationally, the Sydney Opera House is the most recognised symbol of Sydney        |
| Tombuctu                                           | Mali                        | Mesquita Sankore em Tombuctu                                                           |

## Outras listas
Talvez por ter sobrevivido apenas uma das sete maravilhas "originais", ou por serem todas elas, de civilizações mediterrânicas, surgiram imitações da lista original. Algumas chegam a misturar obras da natureza com realizações humanas.

### Maravilhas da Era Medieval

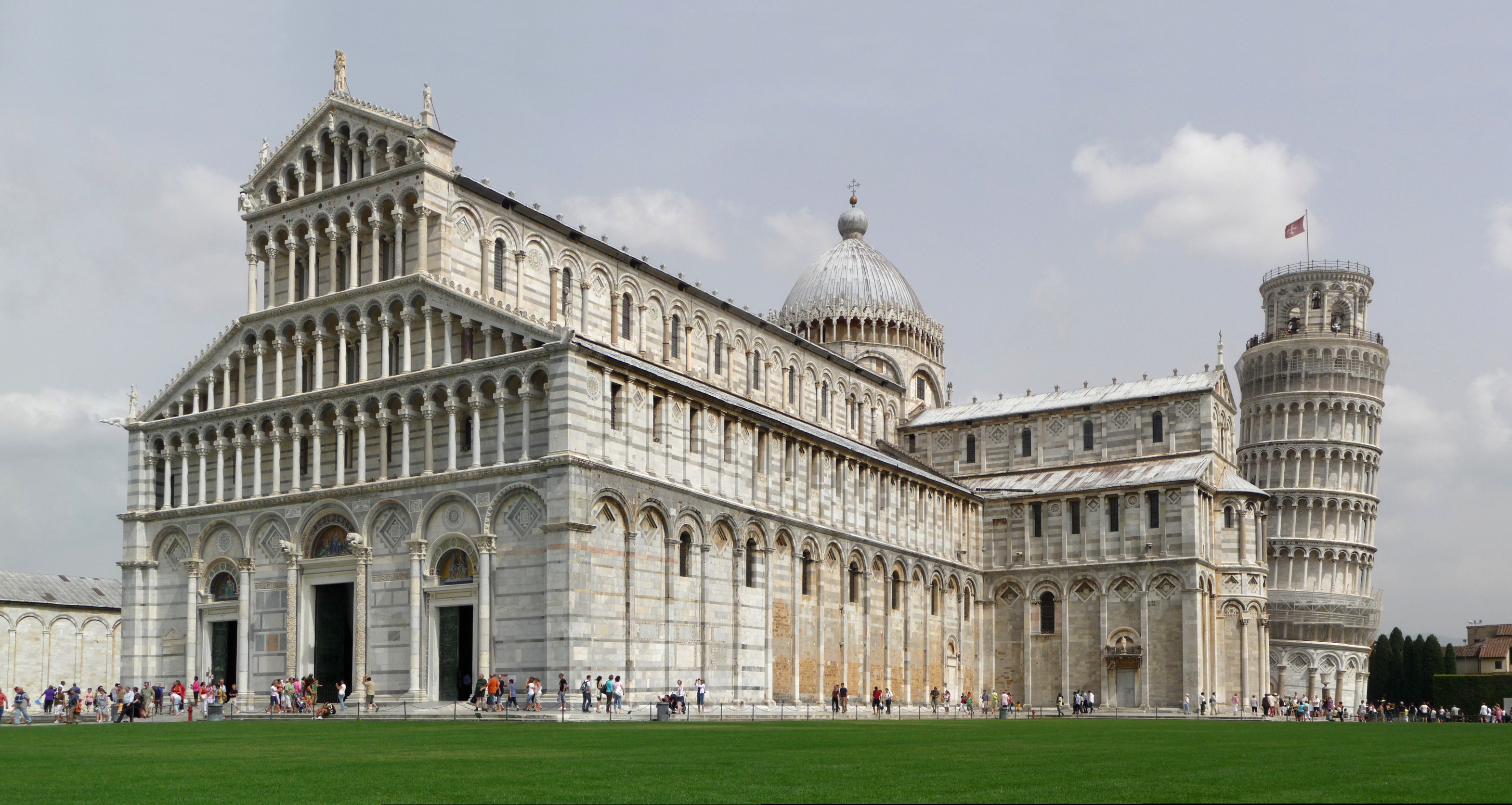
A Torre Inclinada de Pisa e o Duomo di Pisa, na Piazza dei Miracoli. A Piazza é um Patrimônio Mundial pela UNESCO e ambos os edifícios são exemplos de arquitetura românica

- Stonehenge
- Coliseu de Roma
- Catacumbas de Kom el Shoqafa
- Torre de Porcelana de Nanquim
- Muralha da China
- Torre de Pisa
- Basílica de Santa Sofia

### Maravilhas modernas
As duas mais conhecidas tentativas de se instaurar uma lista de "7 maravilhas modernas" foram:

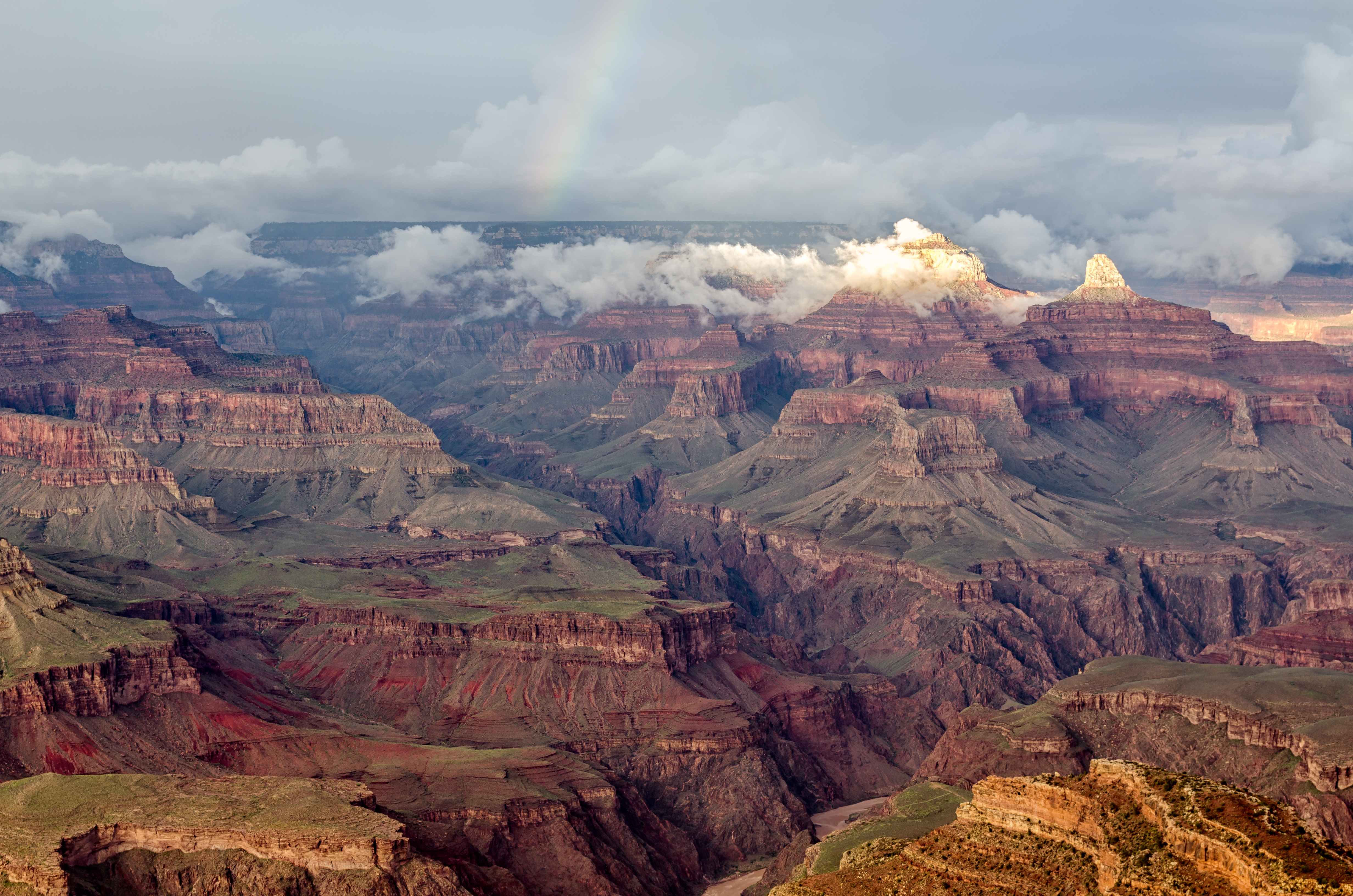
Grand Canyon, Arizona, Estados Unidos

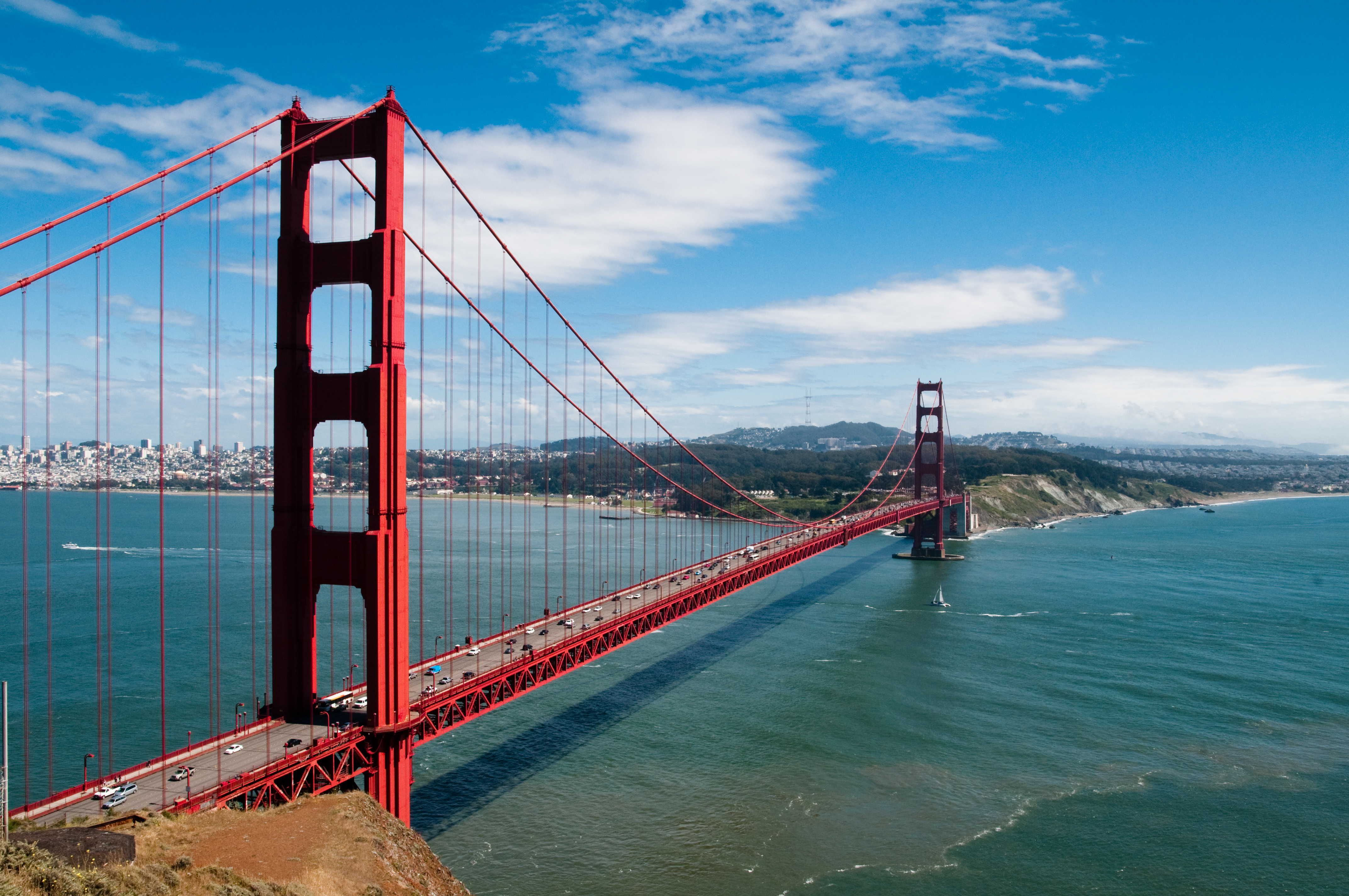
Ponte Golden Gate, Califórnia, Estados Unidos

O site Hillman Wonders elaborou uma lista com as 100 maravilhas do mundo. As sete primeiras foram:
- Pirâmides do Egito, Egito
- Muralha da China, na China
- Taj Mahal, na Índia
- Serengeti, no norte da Tanzânia e sudoeste do Quénia
- Galápagos, próximas à costa do Equador
- Grand Canyon, nos Estados Unidos
- Machu Picchu, no Peru

A Sociedade Americana de Engenheiros Civis chegou a compilar uma lista de maravilhas do mundo moderno, e obteve maior aceitação:
- Eurotúnel, ligação entre França e Inglaterra
- Torre CN, no Canadá
- Empire State Building, em Nova York, nos EUA
- Ponte Golden Gate, em São Francisco (CA), nos EUA
- Usina Hidrelétrica de Itaipu, entre Brasil e Paraguai
- Diques de Marés,que liga a Holanda do Norte e a Frísia,nos Países Baixos
- Canal do Panamá, no istmo do Panamá.

### Maravilhas naturais

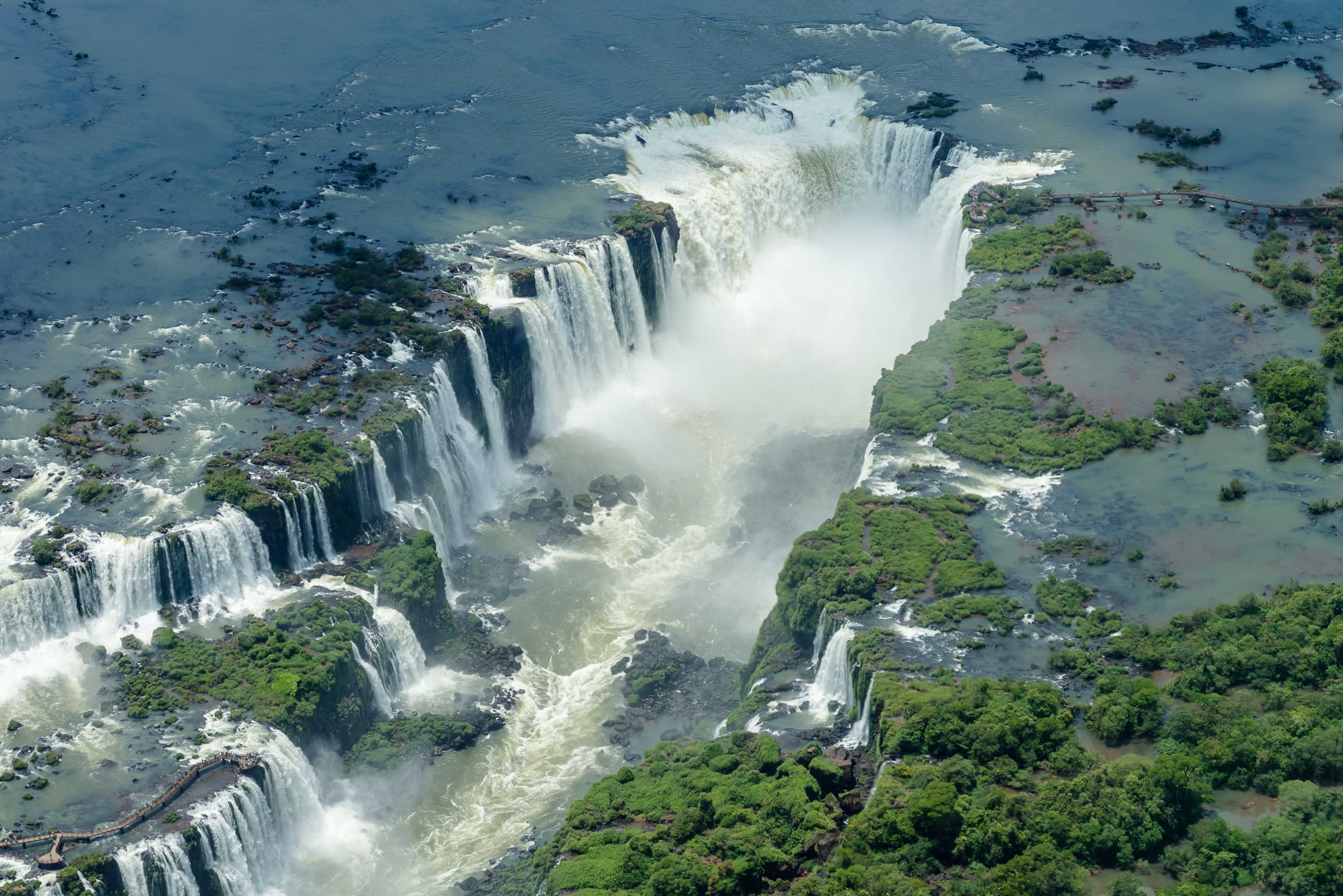
Cataratas do Iguaçu

Tal como com outras listas, não existe consenso sobre sete maravilhas naturais. Uma das listas foi compilada pela CNN:
- Cataratas do Iguaçu, no Brasil e Argentina;
- Grand Canyon, nos Estados Unidos;
- Grande Barreira de Coral, na Austrália;
- Monte Everest, na divisa entre Nepal e China;
- Aurora boreal, na região polar do planeta;
- Vulcão Paricutín, no México;
- Cataratas Vitória, entre a Zâmbia e o Zimbábue.

Um grupo organizou o concurso das Sete maravilhas do mundo moderno (7 Wonders of the Modern World), desde 2007 e realizou um concurso para escolher as "Sete maravilhas da natureza". A votação foi feita pelo site "New 7 Wonders of Nature".E foi encerrada em 2009.

### Maravilhas subaquáticas

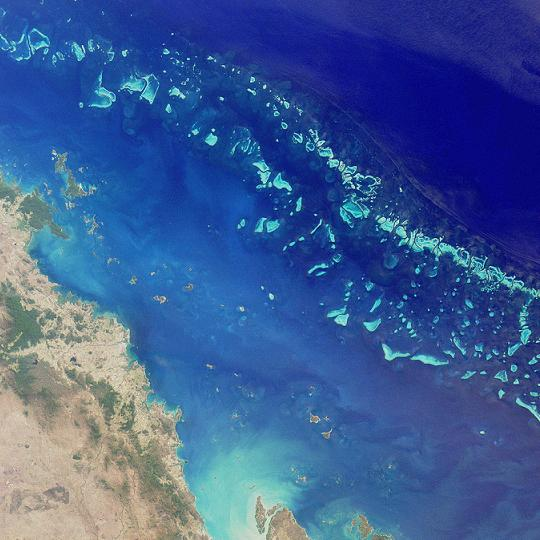
Imagem de satélite da Grande Barreira de Coral

Esta lista de maravilhas subaquáticas é de origem desconhecida, mas tem sido tão frequentemente repetida que adquiriu um grau de notabilidade:
- Palau
- Barreira de coral de Belize
- Grande Barreira de Coral
- Erupções subaquáticas
- Ilhas Galápagos
- Lago Baikal
- Corais do Mar Vermelho

## Críticas
Apesar de ter sido feita a escolha dos monumentos finalistas por um grupo de arquitetos liderados pelo ex-diretor geral da UNESCO, Federico Mayor, o concurso não possui o apoio da entidade, que apontou a falta de critérios científicos para a escolha das maravilhas, destacando o caráter informal e recreativo do concurso. Além disso, a UNESCO argumentou sobre o uso do sistema baseado em votos pela Internet, em que uma mesma pessoa poderia votar várias vezes usando endereços de correio eletrônico diferentes. Tornando esta lista meramente ilustrativa e não oficial, não podendo ser levada em consideração pelas instituições mundiais.